# Спарта (футбольний клуб, Прага)
«Спарта» Прага (чеськ. AC Sparta Praha) — професійний чеський футбольний клуб з міста Прага, заснований 16 листопада 1892 року. Найуспішніша команда Чехії та всієї Центральної Європи.
Довгий час команда була фарм-клубом національної збірної Чехії з футболу, що призвело до того, що найкращих гравців команди розкупили відомі клуби (серед них Петр Чех, Павел Недвед, Ян Коллер, Томаш Росицький та ін.). Проте є чимало відомих сильних футболістів, які продовжують грати у «Спарті».
Найбільшим успіхом команди став півфінал Кубка європейських чемпіонів у 1992 році. Тоді до групи «Спарти» також ввійшло київське «Динамо», яке чехи здолали на своєму полі 2:1, а на виїзді програли 0:1.

## Досягнення
Чемпіонат Чехословаччини з футболу:
- Чемпіон (20): 1926, 1927, 1932, 1936, 1938, 1939, 1946, 1948, 1952, 1954, 1965, 1967, 1984, 1985, 1987, 1988, 1989, 1990, 1991, 1993

Чемпіонат Чехії і Моравії:
- Чемпіон (1): 1944

Кубок Чехословаччини з футболу:
- Володар (8): 1964, 1972, 1976, 1980, 1984, 1988, 1989, 1992

Чемпіонат Чехії з футболу:
- Чемпіон (14): 1994, 1995, 1997, 1998, 1999, 2000, 2001, 2003, 2005, 2007, 2010, 2014, 2023, 2024
- Віце-чемпіон (10): 2002, 2004, 2008, 2009, 2011, 2012, 2013, 2015, 2016, 2021

Кубок Чехії з футболу:
- Володар (21): 1943, 1944, 1946, 1972, 1975, 1976, 1980, 1984, 1986, 1987, 1988, 1989, 1992, 1996, 2004, 2006, 2007, 2008, 2014, 2020, 2024

Суперкубок Чехії з футболу:
- Володар (2): 2010, 2014

Кубок Мітропи:
- Володар (3): 1927, 1935, 1964

Кубок УЄФА:
- Чвертьфіналіст (1): 1983/84

## Склад команди
Станом на 3 серпня 2025
| №  | Поз. | Нац.                 | Гравець                              |
| -- | ---- | -------------------- | ------------------------------------ |
| 1  | ВР   | Данія                | Петер Віндаль Єнсен                  |
| 2  | ЗХ   | Чехія                | Мартін Сухомел                       |
| 3  | ЗХ   | Чехія                | Павел Кадержабек                     |
| 5  | ПЗ   | Екваторіальна Гвінея | Сантьяго Енеме                       |
| 6  | ПЗ   | Фінляндія            | Каан Кайрінен                        |
| 7  | НП   | Нігерія              | Віктор Олатунджі                     |
| 8  | ПЗ   | Данія                | Магнус Андерсен                      |
| 9  | НП   | Косово               | Альбіон Рахмані                      |
| 10 | НП   | Чехія                | Ян Кухта (в оренді з «Мідтьюлланна») |
| 11 | ЗХ   | Чехія                | Матей Ринеш                          |
| 14 | ПЗ   | Сербія               | Велько Бірманчевич                   |
| 16 | ЗХ   | Нігерія              | Еммануель Ученна                     |
| 17 | ЗХ   | Еквадор              | Анхело Пресіадо                      |
| 18 | ПЗ   | Чехія                | Лукаш Саділек                        |

| №  | Поз. | Нац.       | Гравець               |
| -- | ---- | ---------- | --------------------- |
| 19 | ЗХ   | Чехія      | Адам Шевінський       |
| 21 | ПЗ   | Словаччина | Домінік Голлі         |
| 22 | ПЗ   | Словаччина | Лукаш Гараслін        |
| 25 | ЗХ   | Данія      | Асгер Серенсен        |
| 26 | ЗХ   | Чехія      | Патрик Видра          |
| 27 | ЗХ   | Чехія      | Філіп Панак (капітан) |
| 28 | НП   | Камерун    | Кевін-Прінс Мілла     |
| 29 | ПЗ   | Косово     | Ермал Краснічі        |
| 30 | ЗХ   | Чехія      | Ярослав Зелений       |
| 31 | ПЗ   | Чехія      | Роман Мокровіш        |
| 33 | ЗХ   | Бельгія    | Еліас Коббаут         |
| 36 | ПЗ   | Чехія      | Адам Карабець         |
| 44 | ВР   | Словаччина | Якуб Суровчик         |

## Відомі гравці
- Вацлав Пілат
- Карел Пешек
- Антонін Гоєр
- Антонін Янда
- Франтішек Коленатий
- Ярослав Бургр
- Йозеф Сильний
- Йозеф Коштялек
- Геза Калочаї
- Раймон Брен
- Олдржих Неєдлий
- Петр Коуба
- Павел Недвед
- Вратіслав Локвенц
- Карел Поборський
- Петр Чех
- Томаш Росицький